# Alyona Alyona
Alyona Alyona, właśc. Alona Ołehiwna Sawranenko (ukr. Альона Олегівна Савраненко, ur. 14 czerwca 1991 w Kapitaniwce) – ukraińska raperka oraz kompozytorka. Reprezentantka Ukrainy w 68. Konkursie Piosenki Eurowizji (2024).
Alyona jest uważana przez ukraińskie media za „nową gwiazdę rapu na Ukrainie” i „sensację ukraińskiego rapu”. W artykule zatytułowanym „15 European Pop Acts Who Matter Right Now”, The New York Times porównał ją do Azealii Banks.

## Życiorys
Urodziła się w osadzie typu miejskiego Kapitaniwka w obwodzie kirowohradzkim. Posiada dwa tytuły licencjata, z których jeden otrzymała na Państwowym Uniwersytecie Pedagogicznym im. Hryhorija Skoworody w Perejasławiu. Przed karierą raperską pracowała jako nauczycielka w przedszkolu „Teremok” w Baryszówce. Następnie kierowała przedszkolem w sąsiedniej wsi Derniwka. W sumie Alyona pracowała w przedszkolach cztery lata, aby po zdobyciu popularności odejść z pracy.
Oprócz muzyki, raperkę pasjonuje fotografia, haftowanie i tworzenie makijażu.

## Kariera
Jej początkowe imię sceniczne brzmiało Альона Al.kaida.
Pod obecnym pseudonimem Alyona Alyona wydała swój pierwszy teledysk w październiku 2018 do utworu „Rybky”. 24 października wydała drugi teledysk do tego samego utworu, tym razem w profesjonalnej reżyserii. 12 listopada wypuściła teledysk do „Hołowy”, który w pierwszym miesiącu zebrał milion wyświetleń na platformie YouTube. Następnie pojawiły się dwa kolejne wideoklipy: „Widczyniaj” 30 listopada i „Załyszaju swij dim” w grudniu. W tym ostatnim symbolicznie przedstawiono artystkę, jak opuszcza Baryszówkę, jej rodzinne miasto.
W styczniu 2019, kiedy miał miejsce polityczny skandal z udziałem prezydenta Petro Poroszenki, Alyona Alyona wydała nową piosenkę zatytułowaną „Obicjanky” (pol. „Obietnice”). Później, w tym samym roku, 8 kwietnia, wydała swój pierwszy album Puszka, a także teledysk do głównego utworu o tej samej nazwie. Album zawiera cztery wcześniej opublikowane utwory, a także dziewięć nowych, w tym „Padło” w duecie z Aliną Pasz. W tym samym miesiącu została wyróżniona przez Vogue jako „najbardziej nieprawdopodobna gwiazda rapu na Ukrainie”.
W sierpniu 2019 wystąpiła na Sziget Festival w Budapeszcie. W grudniu 2019 napisała tekst „Wilna”, piosenki w wykonaniu Tiny Karol i Juliji Saniny i zawartej w ścieżce dźwiękowej ukraiński film fabularny Viddana.
7 lutego 2020 podpisała kontrakt z polską wytwórnią Def Jam Polska. W 2021 nakładem wytwórni ukazał się album Galas, na którym gościnnie wystąpili polscy raperzy: Żabson oraz Kukon.
15 stycznia 2021 zdobyła nagrodę Public Choice w konkursie Music Moves Europe Talent Awards.
W 2021 była częścią ukraińskiego jury podczas 65. Konkursu Piosenki Eurowizji.
W lutym 2024 wraz z Jerry Heil zwyciężyły finał Widbiru z piosenką „Teresa & Maria”, ukraińskich preselekcji do 68. Konkursu Piosenki Eurowizji. Uzyskały tym samym prawo do reprezentowania kraju w konkursie. 7 maja 2024 wystąpiły w pierwszym półfinale i otrzymały awans do finału. 11 maja duet wystąpił jako drugi w kolejności startowej i zajął 3. miejsce zdobywszy łącznie 453 punkty, w tym 146 pkt od jury (5. miejsce) i 307 pkt od widzów (3. miejsce).

## Dyskografia

### Albumy studyjne
- Puszka (2019)
- W chati MA (2019)
- Galas (2021)

### Single
- „Załyszaju swij dim” (2018)
- „Widczyniaj” (2018)
- „Hołowy” (2018)
- „Teresa & Maria” (oraz Jerry Heil) (2024) – złota płyta w Polsce[31]